# Abraxas satoi
Abraxas satoi es una especie de polilla de la familia Geometridae. La especie fue descrita por primera vez por el Lepidopterólogo japonés Hiroshi Inoue habiendo sido descrita en 1972, con distribución endémica en Japón.